# Kofun d'Ichinoyama
Le kofun d'Ichinoyama (市ノ山古墳)  est un kofun situé à Fujiidera, dans la préfecture d'Osaka, traditionnellement considéré comme le lieu de sépulture de l'empereur Ingyō.
Le kofun est un membre du Kofungun de Furuichi.

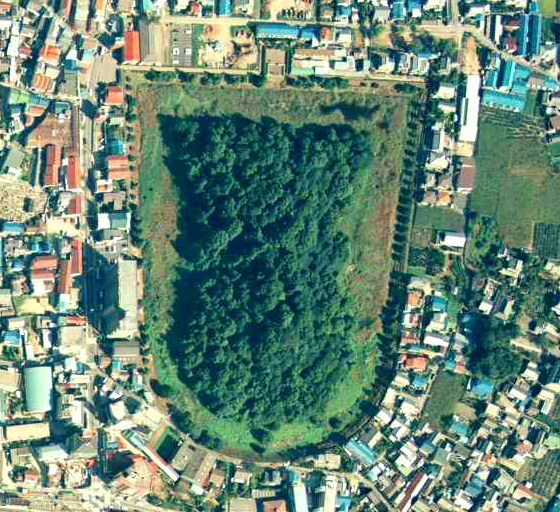
Vue aérienne du kofun d'Ichinoyama.

## Description
Le kofun mesure 230 mètres de long et est entouré de nombreuses tombes annexes. Beaucoup de ces tombes contenaient des sarcophage  « en forme de maison », réalisés dans un style anticipant des modèles ultérieurs. Cela a été interprété comme indiquant que ce kofun représentait une période de transition vers de nouvelles pratiques funéraires. Cela est vu comme une marque de déclin du système kofun. À quelques exceptions près, comme le kofun d'Okamisanzai (ja), la plupart des kofuns fabriqués après ce kofun-ci sont plus petits que lui.

## Association avec l'empereur Ingyō

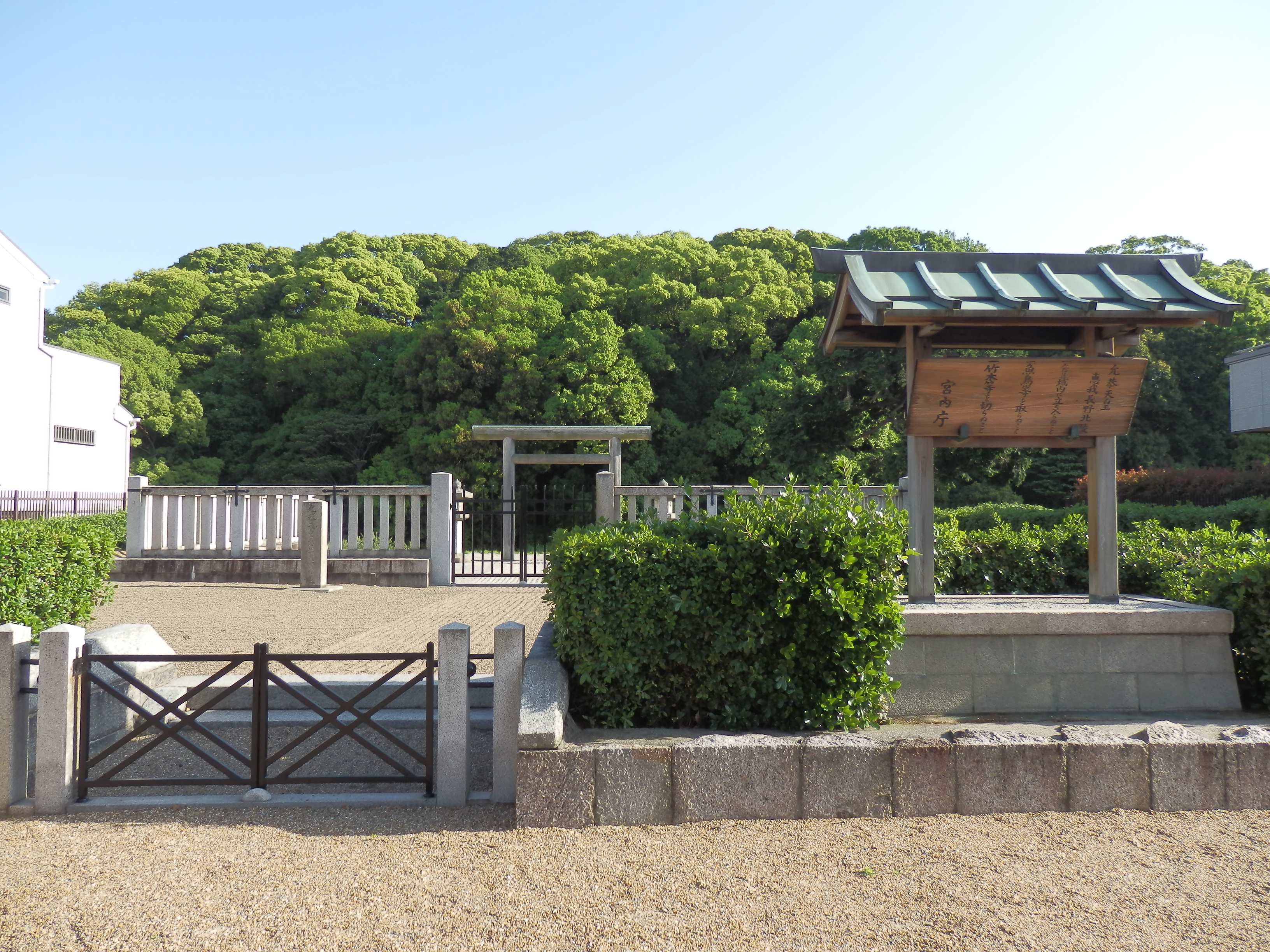
Entrée du mausolée de l'empereur Ingyō.

L'Agence de la Maison Impériale désigne cet endroit comme le mausolée d'Ingyō.
L'emplacement exact de la tombe d'Ingyō n'est pas connu,. Une théorie affirme qu'il a été enterré dans le kofun de Tsudoshiroyama (津堂城山古墳) voisin, également situé à Fujiidera.